# Etorfina
Etorfina (łac. etorphinum) – organiczny związek chemiczny, półsyntetyczny lek opioidowy (pochodna tebainy) objęty Jednolitą konwencją o środkach odurzających z 1961 roku (wykazy I i IV). W Polsce jest na wykazach I-N i IV-N Ustawy o przeciwdziałaniu narkomanii.

## Działanie
Działa około 1000–80000 razy mocniej przeciwbólowo od morfiny, a jego powinowactwo do receptora μ jest co najmniej 1000-krotnie silniejsze niż morfiny. Pod względem chemicznym jest pochodną tebainy (alkaloid opium). Poza działaniem przeciwbólowym, blokuje odruchy warunkowe i hamuje wytwarzanie moczu. U myszy i kotów powoduje euforię; u szczurów, psów, kotów i małp zaobserwowano bradykardię oraz spadek ciśnienia krwi.

## Objawy zatrucia
Etorfina to silny anestetyk, bardzo toksyczny dla ludzi. Zatrucie objawia się przez zawroty głowy, nudności oraz szpilkowate źrenice, połączone z depresją oddechową, obniżonym ciśnieniem krwi i sinicą. W skrajnych przypadkach występuje utrata przytomności i zatrzymanie akcji serca.

## Historia
Po raz pierwszy uzyskana w 1960 r. z oripawiny. Zsyntezowała go w laboratorium McFarlan-Smith and Co. w Edynburgu grupa naukowców kierowana przez Kennetha Bentleya, podczas badań nad niesteroidowymi lekami przeciwzapalnymi. Odkryli oni ten związek chemiczny w przypadkowych okolicznościach, ledwie uchodząc z życiem. Podczas porannej przerwy w laboratorium, ktoś zamieszał kawę przy pomocy bagietki nieświadomie zanieczyszczonej śladową ilością nowo otrzymanego związku. Kilku naukowców zapadło w śpiączkę.
Działanie etorfiny szczegółowo opisano w 1967 roku.
Wykazano, że etorfina może być również otrzymywana ze związku macierzystego – tebainy.

## Zastosowanie
Etorfina nie ma zastosowania w medycynie. Jednym z prawdopodobnych czynników tego stanu rzeczy jest moc jej działania i związane z nią niebezpieczeństwa – kropla podana na skórę człowieka może spowodować śmierć wskutek depresji oddechowej w ciągu kilku minut. Właściwe dawkowanie tak silnej substancji jest trudne. Jest (w postaci chlorowodorku) z powodzeniem stosowana w weterynarii do usypiania dużych ssaków, takich jak np. słonie, bydło czy konie. Jest podawana dożylnie, lub (w przypadku niebezpiecznych zwierząt) wystrzeliwana w specjalnym pocisku z większej odległości. Główną zaletą jest szybkość i siła działania oraz, co może nawet ważniejsze, możliwość natychmiastowego zniesienia działania za pomocą diprenorfiny, najsilniejszego antagonisty opioidowego. Szybkość wypierania etorfiny przez diprenorfinę z receptorów jest istotna dla bezpieczeństwa operowanego zwierzęcia i ludzi wykonujących operację – zmniejsza wstrząs podczas wybudzania i minimalizuje ryzyko, że oszołomione zwierzę wpadnie w panikę jeszcze podczas działania anestetyku.